# Oscar Lamberto
Oscar Santiago Lamberto (n. 2 de noviembre de 1944) es un contador público y político argentino, perteneciente al Partido Justicialista. Se desempeñó como diputado nacional (durante un total de 20 años) y senador nacional por la provincia de Santa Fe, y brevemente como Secretario de Hacienda en 2002. Entre 2016 y 2019 fue Auditor General de la Nación.

## Biografía
Nacido el 2 de noviembre de 1944 en una zona rural de la provincia de Santa Fe, trasladándose luego a la localidad de Gálvez. Estudió contador público en la Universidad Nacional de Rosario, ejerciendo la profesión entre 1969 y 1989.
En 1985 fue elegido diputado nacional por la provincia de Santa Fe, siendo reelegido en 1989, 1993 y 1997, ocupando una banca en la Cámara de Diputados durante 16 años consecutivos. En 2001 fue elegido senador nacional por la misma provincia, y en 2003 regresó a la Cámara de Diputados hasta 2007. En la misma, fue presidente de las comisiones de Finanzas (1989-1991), de Presupuesto y Hacienda (1991-1999) y de la Comisión Parlamentaria Mixta Revisora de Cuentas (2003-2007), además de integrar otras. En la cámara alta, presidió la Comisión de Economía y la Comisión Parlamentaria Mixta Revisora de Cuentas.
Mientras era senador, entre el 21 y 23 de diciembre de 2001 estuvo a cargo de la Secretaría de Hacienda, e interinamente al frente de las Secretarías de Finanzas y de Ingresos Públicos (dentro de la estructura de la Jefatura de Gabinete de Ministros) durante la presidencia provisional de Ramón Puerta. Días después, en enero de 2002, el presidente Eduardo Duhalde lo designó nuevamente Secretario de Hacienda de la Nación, a pedido de Carlos Reutemann, integrando el equipo del ministro de Economía Jorge Remes Lenicov. Renunció en abril de 2002, regresando a su banca en el Senado.
Entre 2007 y 2015 integró la Auditoría General de la Nación, y en agosto de 2016, reemplazó a Ricardo Echegaray al frente de la misma.

## Obras[1]
- El poder de la gente (1990)
- El peronismo en la era del ajuste (1992)
- Tres años después (1993)
- Santa Fe, una propuesta de cambios (1994)
- Organizando un nuevo municipio (1995)
- El país que hicimos, el país que vendrá (1997)
- Los cien peores días (2003)